# Tino Schuster
Tino Schuster (* 4. Juli 1978 in Stuttgart) ist ein ehemaliger deutscher Profigolfer der European Tour.

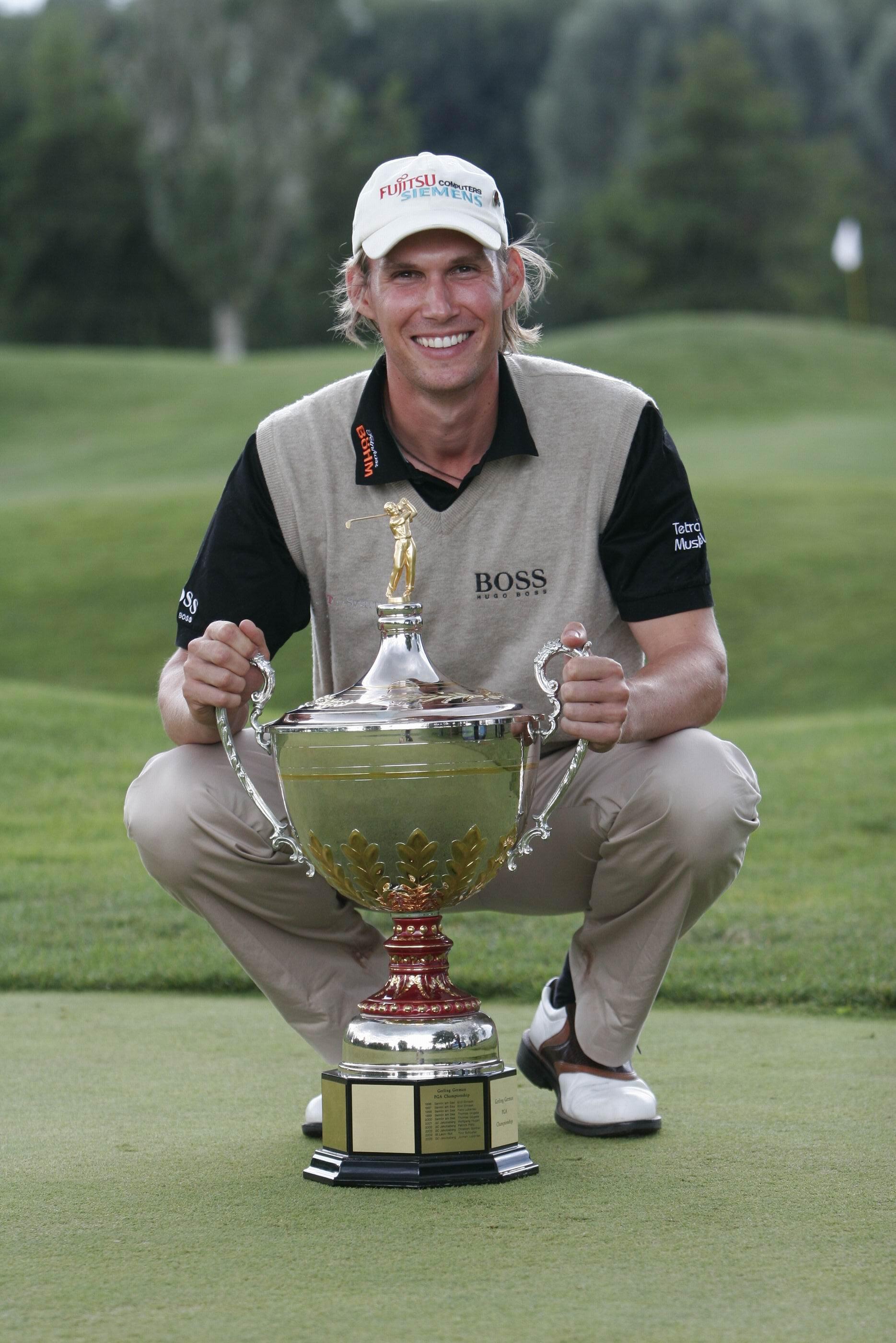
Tino Schuster, Deutsche Profimeisterschaft 2006

## Amateur-Laufbahn
Tino Schuster begann im Alter von sechs Jahren mit dem Golfspielen. Seine ersten Golfschläge lernte er im Golfclub Solitude. Als Amateur war er in der deutschen Nationalmannschaft von 1993 bis 2000. Er erspielte sich in allen Altersklassen Deutsche Meistertitel und gehörte zu den Top 10 der Amateure in Europa. 2000 wechselte er nach einer erfolgreichen Amateur-WM und internationalen Amateurtiteln ins Profilager.
Erfolge als Amateur:
Vize-Weltmeister 1992 (AK14), Deutscher Jugendmeister 1993, 2. Platz Deutsche Meisterschaft Jugend 1994, 1995, 1996, Vize Jugend Europameister 1995, Deutscher Meister 1997, Deutscher Vize-Meister 1998, Deutscher Meister 1999, Englischer Meister (Lytham Trophy) 1999, Französischer Meister (Coup Murat) 1998, Vize-Europameister mit Deutschland 1999, 4. Platz WM mit Deutschland 2000, 6. Platz WM Einzel 2000, Ranglistensieger Deutschland der Jahre 1997–2000.

## Profi-Laufbahn
Tino Schuster war European Tour Member und zweifacher deutscher Profimeister. Auf Grund einer Schulterverletzung beendete er 2008 seine aktive Karriere als Profigolfer und ist seitdem als Sport- und Immobilienunternehmer tätig.
Erfolge als Profi
1. Platz Deutsches Ranglistenturnier 2001, 2. Platz Challenge Tour in Düsseldorf 2001, Deutscher Profi Meister 2004, Deutscher Profi Meister 2006, 11. Platz BMW Open 2004 European Tour, 16. Platz BMW Open 2008 European Tour, 19. Platz Omega Master 2007 European Tour, 21. Platz Omega Master 2005 European Tour, 60. Platz British Open 2005 St Andrews, 1. Platz Gut Winterbruck Classic 2007 EPD Tour, 17. Platz Deutsch Bank Players Championship 2007 European Tour, 1. Platz Brose Open 2007 EPD Tour, 1. Platz Hardenberg 2007 EPD Tour, 1. Platz Schärding 2006 EPD Tour, 1. Platz Bad Griesbach 2007 EPD Tour, 1. Platz Amsterdam 2007 EPD Tour, Ranglistensieg 2007 EPD Tour, Deutscher Ranglistenplatz 5 der Jahre 2004–2008.

## Tätigkeiten nach der aktiven Laufbahn
Schuster ist Gründer der Sport Investment Bank WhiteRock (zusammen mit seinem Partner Thomas Rudy), die Firmen aus dem Bereich Sport, Media und Entertainment globalisiert, verkauft oder für sie Kapital beschafft.
Im Consulting Bereich berät Tino Schuster Golfresorts und Hotels in Europa wie z. B. Costa Navarino, Quellness Resort Bad Griesbach und einige Kempinski Hotels. Zusammen mit dem ehemaligen Tourspieler Felix Lubenau eröffnete er im Jahre 2015 die Schuster & Lubenau Academy auf der Golfanlage von Schloss Egmating.
Im Jahre 2016 folgte die nächste Academy im Golfclub Chieming und seit 2017 auch in Costa Navarino.

## Medienauftritte
Tino Schuster initiierte und repräsentierte erstmals bei den BMW International Open vom 23. bis 26. Juni 2011 im Golfclub Eichenried als Experte für die Sportsendung ran von Sat.1. Er wirkte als Botschafter für „München spielt Golf“, war „Gesicht“ für die Golfsportsendung im Free-TV golftotal und war Testimonial für die Internetplattform www.mysporty.com zusammen mit unter anderem mit Manuel Neuer und Felix Sturm. Hinzu kommen Gast-Kolumnen in namhaften deutschen Golfzeitschriften.

## Charity
- Mitglied und Botschafter des Eagles Golfclub Charity e. V. (größte Golf-Charity Europas)